# 鹿谷郷

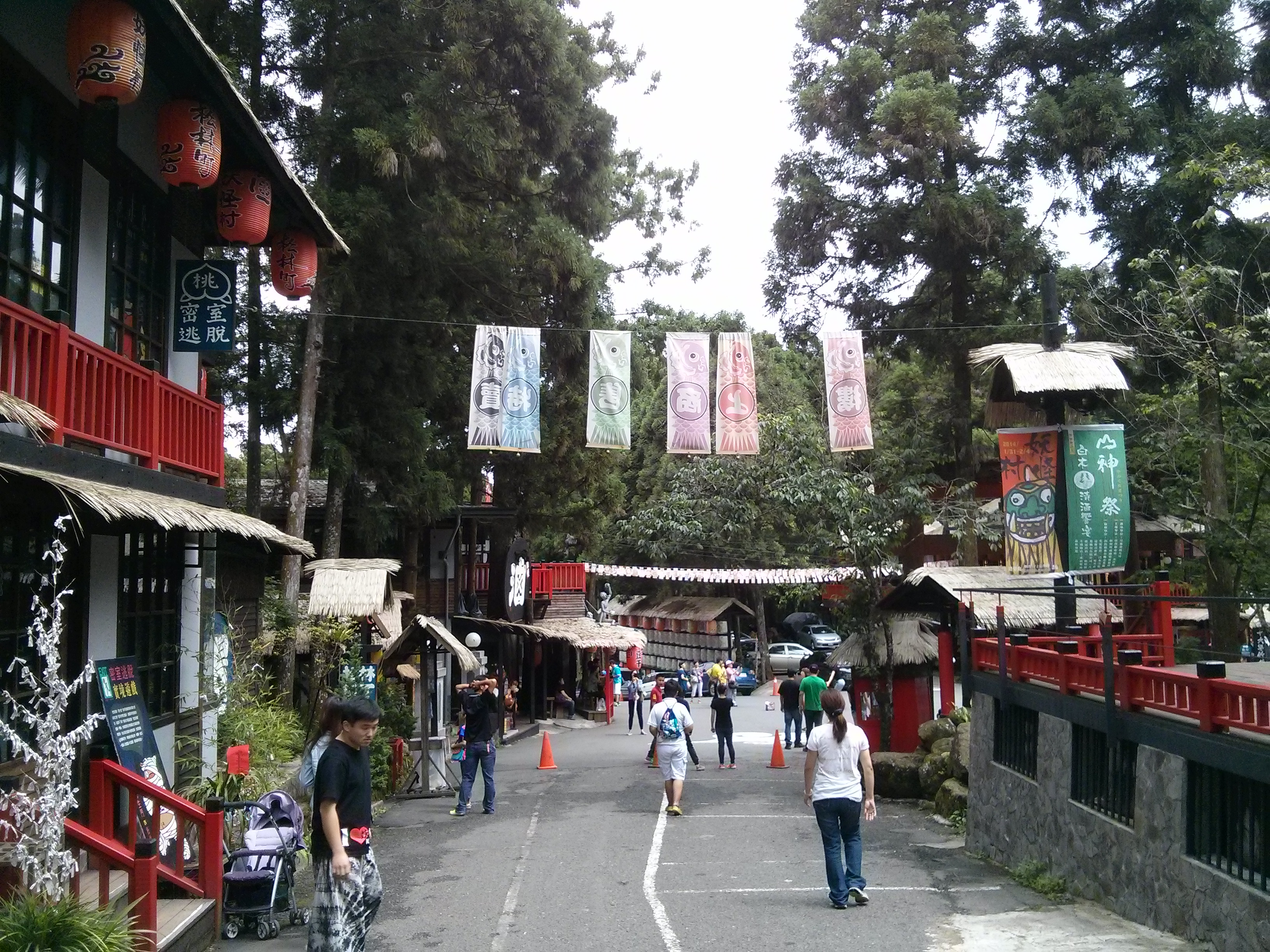
渓頭妖怪村

鹿谷郷（ルーグー/ろっこく/しかたに-きょう）は台湾南投県西南部の郷。台湾烏龍茶として有名な「凍頂烏龍茶」の産地である。

## 歴史
鹿谷郷の最も古い記録としては1741年前後に漳州の人が番仔寮及び大坵園（現在の瑞田村及び清水村）に入植した記録がある。その後は泉州より林圮埔(現在の竹山）に入植し、その後周辺地域が開発され、初郷庄（現在の初郷村）、新寮庄（鹿谷村）、坪仔頂庄（秀峰村）、車輄寮庄（広興村）、小半天庄（竹林村、竹豊村）、内樹皮庄（和雅村）等の集落が形成され現在に至っている。もと「羌仔寮」と呼ばれていたが、1920年の地方制度實施の際、「羌仔寮」の意義を取って內地風の「鹿谷（しかたに）」に改められた。

## 行政区画
| 村 |
| --- |
| 初郷村、鹿谷村、彰雅村、広興村、内湖村、竹林村、竹豊村、和雅村、鳳凰村、永隆村、秀峰村、清水村、瑞田村 |

## 教育

### 高級中学
- 台湾県立鹿谷国民中学
- 台湾県立瑞峰国民中学

### 高級小学
- 台湾県立内湖小学

## 観光地
- 渓頭自然教育園区
- 杉林渓遊楽区
- 内湖森林小学校
- 紫林荘料理店
- 麒麟潭
- 小半天風景区

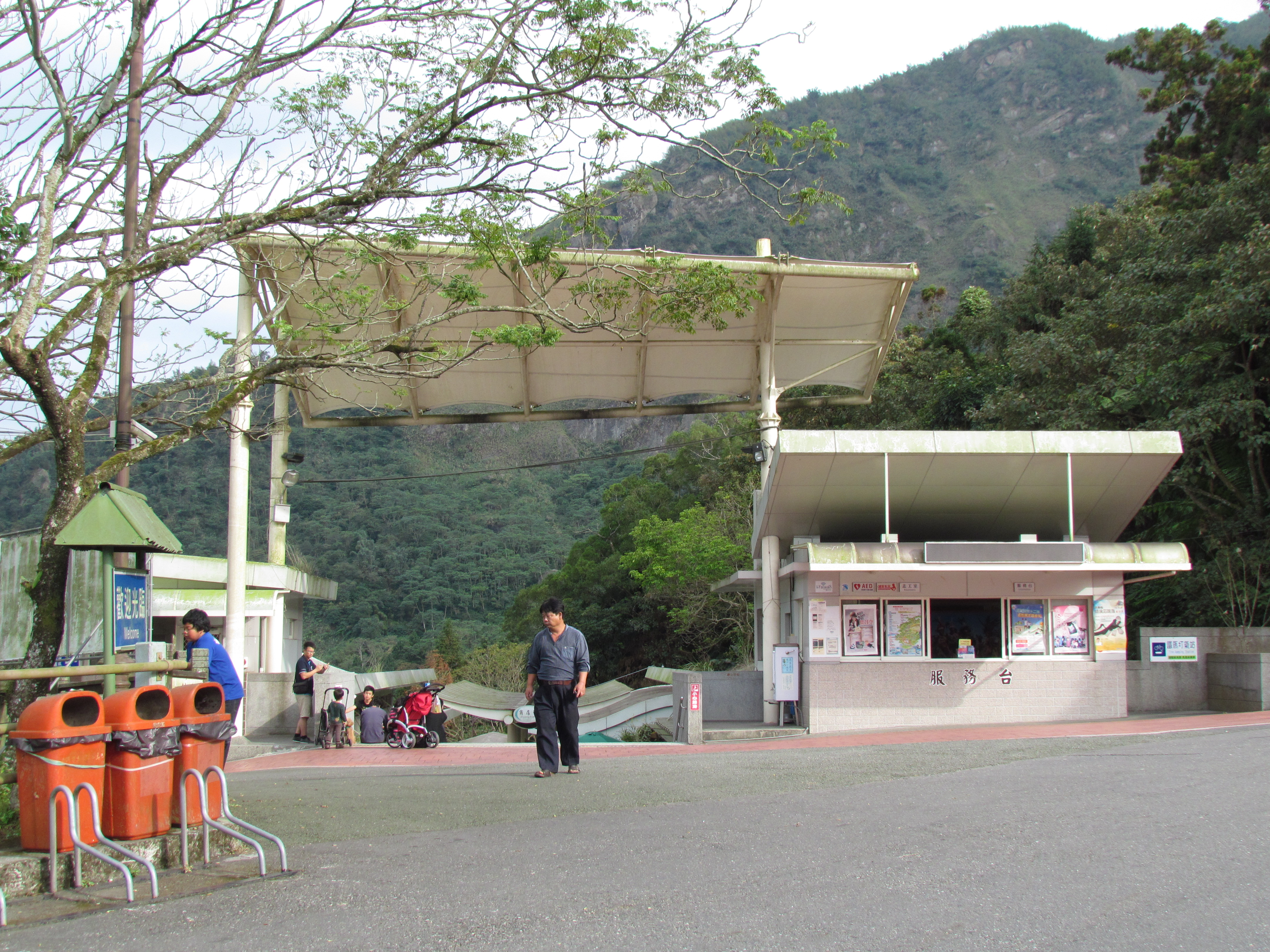
鳳凰谷鳥園

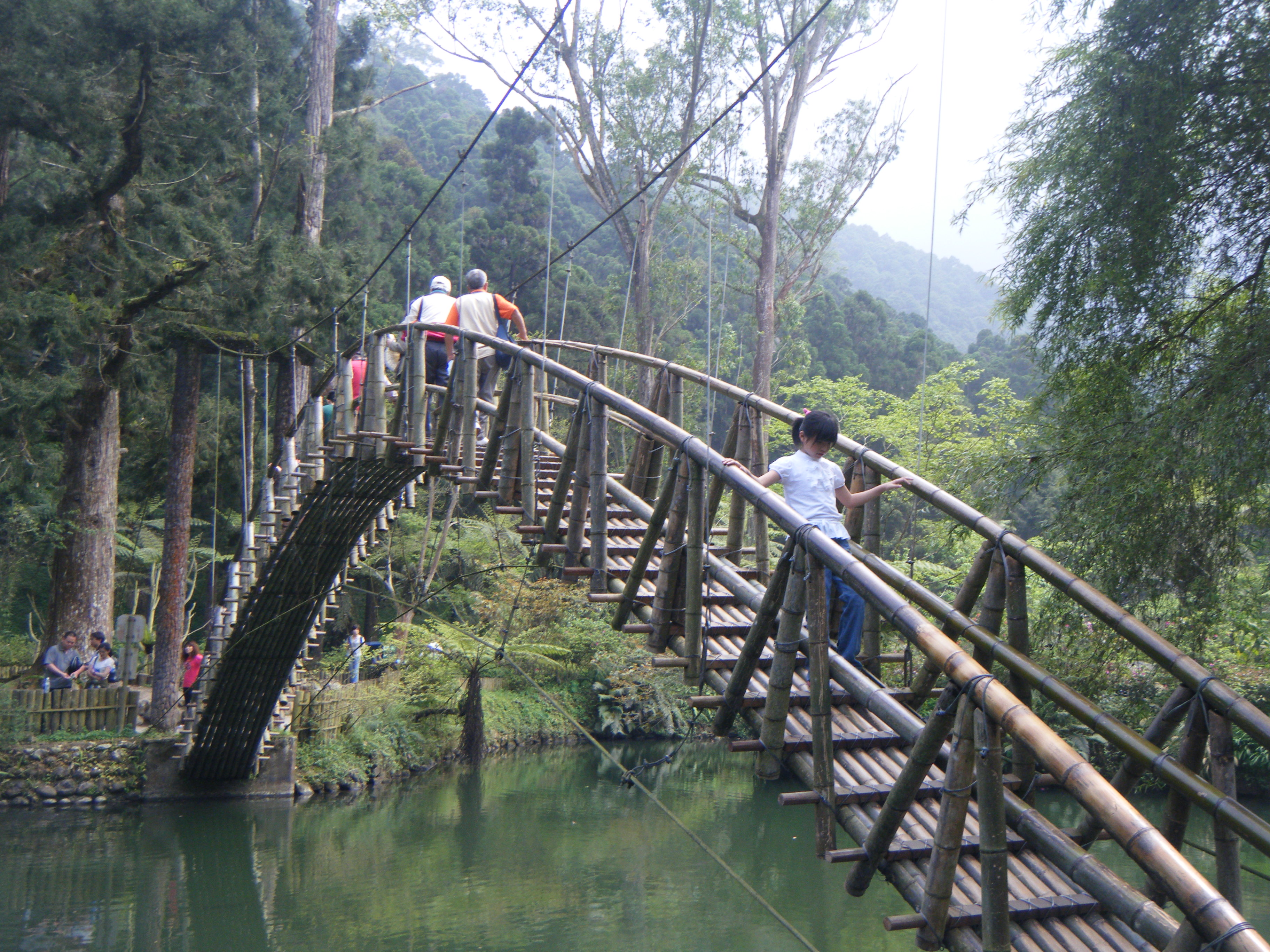
渓頭自然教育園区の大学池

国家森林遊楽区の一つである渓頭森林遊楽区と渓頭森林遊楽区周辺代表的な郷土料理店「紫林荘」である。渓頭森林遊楽区は台湾の中部に位置する。気候は温暖（年平均気温16℃）で降水量は約3,000mm、海抜は500〜2000mにおよぶことから動植物の種類が豊富である。風光明媚なこの土地は、観光地として人気があり、年間111万人の観光客が訪れており、南投県の経済発展に寄与している。
渓頭森林遊楽区は国立台湾大学農学院が管理しており、面積は25km2である。渓頭森林遊楽区には銀杏および孟宗竹など温帯の植物が生い茂っている。また、台湾杉や柳杉などの高木の森林地、遊歩道が整備されているため森林浴を楽しむことができる。遊歩道の沿道には樹齢2800年、樹囲16mの檜「渓頭神木」がある。
また、渓頭森林遊楽区は、多種類の蝶や野鳥が生息しているため動物保護だけでなく、環境教育や学術研究の場としての役割もはたしている。
一方、紫林荘（チ リン ツァン）は渓頭森林遊楽区に行く途中にある台湾料理店であり、南投県では伝統的な郷土料理店の一つに数えられる。この店は1980年の夏に開店して以来26年間経営されている。この間1986年の韋恩台風、1995年の賀伯台風、1999年の九二一集集大地震、2001年の桃芝台風などの自然災害に見舞われた。とりわけ桃芝台風の襲来時には、紫林荘は壊滅状態にあった。半年後経営は再開されたが、売り上げは安定しなかった。
紫林荘の名称の由来は、店の周囲にある竹林の葉の色が冬季に濃い赤紫に変化することによる。紫林荘の建物の敷地は約700m2であり、駐車場は約1,500m2である。店内には約120卓（1卓は平均10席）ある。
店の2階と3階には宴会場もあり、会社の研修や会議、団体客の食事などに利用されている。建物や卓・椅子は地元の木材を使用している。
料理は竹筍料理が代表であり、山菜、虹鱒、山鶏など現地の食材を使う。角肉と桂筍煮込み、緑筍サラダ、孟宗筍の冬筍鍋など季節によって異なる料理が作られる。